# نکسان آرنا
نکسان آرنا (انگلیسی: Nexon Arena; کره‌ای: 넥슨 아레나) یک استادیوم اختصاصی برای ورزش الکترونیک بود که در سئول، کره جنوبی واقع شده بود و میزبان رویدادهای رقابتی برای بازی‌های استارکرفت ۲، لیگ افسانه‌ها و برخی بازی‌های دیگر بود. این استادیوم در دسامبر ۲۰۱۳ تأسیس شد و در ۳۱ ژوئیهٔ ۲۰۲۰ نیز تعطیل شد.
این استادیوم تحت مالکیت شرکت نکسان قرار داشت که یک شرکت سازندهٔ بازی ویدئویی مستقر در کره جنوبی است. شرکت اسپات‌وی پخش‌کنندهٔ اصلی رویدادهای برگزار شده در این ورزشگاه بود.

## توصیف
نکسان آرنا در منطقهٔ گانگنام واقع در سئول قرار داشت و مساحت آن برابر با ۱٬۶۸۳ متر مربع و دارای گنجایش کافی برای بیش از ۴۰۰ نفر بود. این استادیوم دارای یک استیج با غرفه‌های ضد صدای پنج‌نفره و تک‌نفره بود که بازیکنان، همزمان که بازی آن‌ها روی یک صفحهٔ نمایش بزرگ در بالای صحنهٔ اصلی به نمایش درمی‌آمد، در آن به بازی کردن می‌پرداختند. رویدادهای برگزار شده در این ورزشگاه عموماً رایگان و تماشای آن‌ها برای عموم آزاد بود. این ورزشگاه همچنین میزبان رویدادهای مرتبط با انتشار عنوان‌های جدید بازی‌های ویدئویی شرکت نکسان نیز بوده است.

## تاریخچه
نکسان آرنا در ابتدا در اواخر سال ۲۰۱۳ افتتاح شد و نخستین استادیوم اختصاصی ورزش‌های الکترونیک بود که مستقیماً توسط یک شرکت بازی‌سازی ساخته شده بود و اداره می‌شد. پس از پایان لیگ فیفا آنلاین ۳ در سال ۲۰۱۳، اعلام شد که نکسان آرنا همزمان با میزبانی رویدادهایی برای بازی استارکرفت ۲ و فیفا آنلاین ۳ افتتاح خواهد شد. در سال ۲۰۱۴، آن‌گیم‌نت حق پخش پرولیگ را به اسپات‌وی واگذار کرد و این مسابقات همراه با مسابقات قهرمانی آدیداس به‌عنوان نخستین لیگ‌هایی که در این استادیوم جدید برگزار می‌شدند، پخش شدند.
در سال ۲۰۱۴، بازی ویدئویی دوتا ۲ به فهرست ورزش‌های الکترونیک پشتیبانی‌شده توسط کسپا اضافه شد و به این ترتیب لیگ کره‌ای دوتا ۲ پایه‌گذاری شد. چهار فصل از این لیگ در نکسان آرنا برگزار شد و از همان‌جا نیز پخش شد.
در سال ۲۰۱۵، استارلیگ استارکفت ۲ به‌عنوان دومین لیگ انفرادی استارکرفت ۲ در کره جنوبی با رویدادهایی که از استادیوم پخش می‌شد، پایه‌گذاری شد. در اواخر همان سال، فدراسیون بین‌المللی ورزش‌های الکترونیک نسبت به برگزاری مسابقات قهرمانی جهانی ورزش‌های الکترونیک ۲۰۱۵ در کره اقدام کرد و از نکسان آرنا به‌عنوان محل اصلی برگزاری رویدادهای این مسابقات استفاده کرد. چند هفته بعد یک مراسم بازنشستگی نیز برای لی «فلش» یانگ-هو، که یکی از محبوب‌ترین بازیکنان استارکرفت تران بود، برگزار شد و او در همان زمان اعلام کرد که به فعالیت حرفه‌ای خود در زمینهٔ بازی‌های ویدئویی پایان خواهد داد.
پس از کسب حق پخش لیگ افسانه‌ها در سال ۲۰۱۶، بازی‌های قهرمانان لیگ افسانه‌های کره جنوبی در نکسان آرنا برگزار شد و از همین ورزشگاه نیز پخش شد. کسپا در پایان فصل ۲۰۱۶ از پرولیگ با اعلام این که با پایان یافتن پخش، فعالیت این لیگ متوقف خواهد شد، اعلام کرد که استارلیگ استارکرفت ۲ تنها رویداد استارکرفت خواهد بود که در نکسان آرنا پخش می‌شود.
در سال ۲۰۱۸، نکسان آرنا به‌عنوان محل برگزاری تور قهرمانی قلب‌سنگی در کره جنوبی انتخاب شد.
این ورزشگاه در ۳۱ ژوئیهٔ ۲۰۲۰ تعطیل شد.